# Piaski (Latowicz)
Piaski – zniesiona część miasta Latowicz w Polsce, położona w województwie mazowieckim, w powiecie mińskim, w gminie Latowicz. Stanowi północną część miasta.
W latach 1975–1998 administracyjnie należało do województwa siedleckiego.
Została zniesiona z dniem 1 stycznia 2025 r.